# Archipel d'Izu

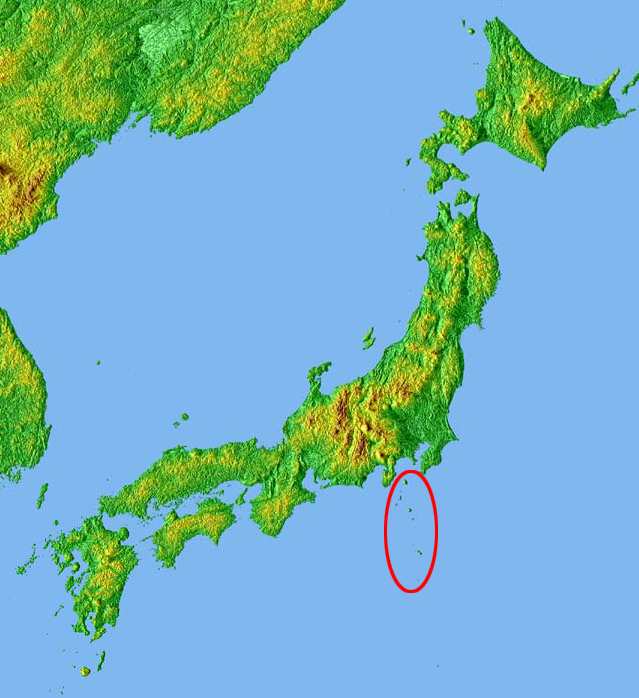
Situation de l'archipel d'Izu par rapport au Japon

L'archipel d'Izu (伊豆諸島, Izu shotō) est un groupe d'îles japonaises d'origine volcanique situées en mer des Philippines, au sud-est du cap d'Izu sur Honshū et au sud de la baie de Sagami. Les îles dépendent administrativement de Tokyo. L'archipel forme, avec l'archipel Ogasawara au sud, l'archipel Nanpō, qui s'étend le long de la fosse océanique d'Izu Bonin.
Ces îles font partie du parc national de Fuji-Hakone-Izu.

## Description

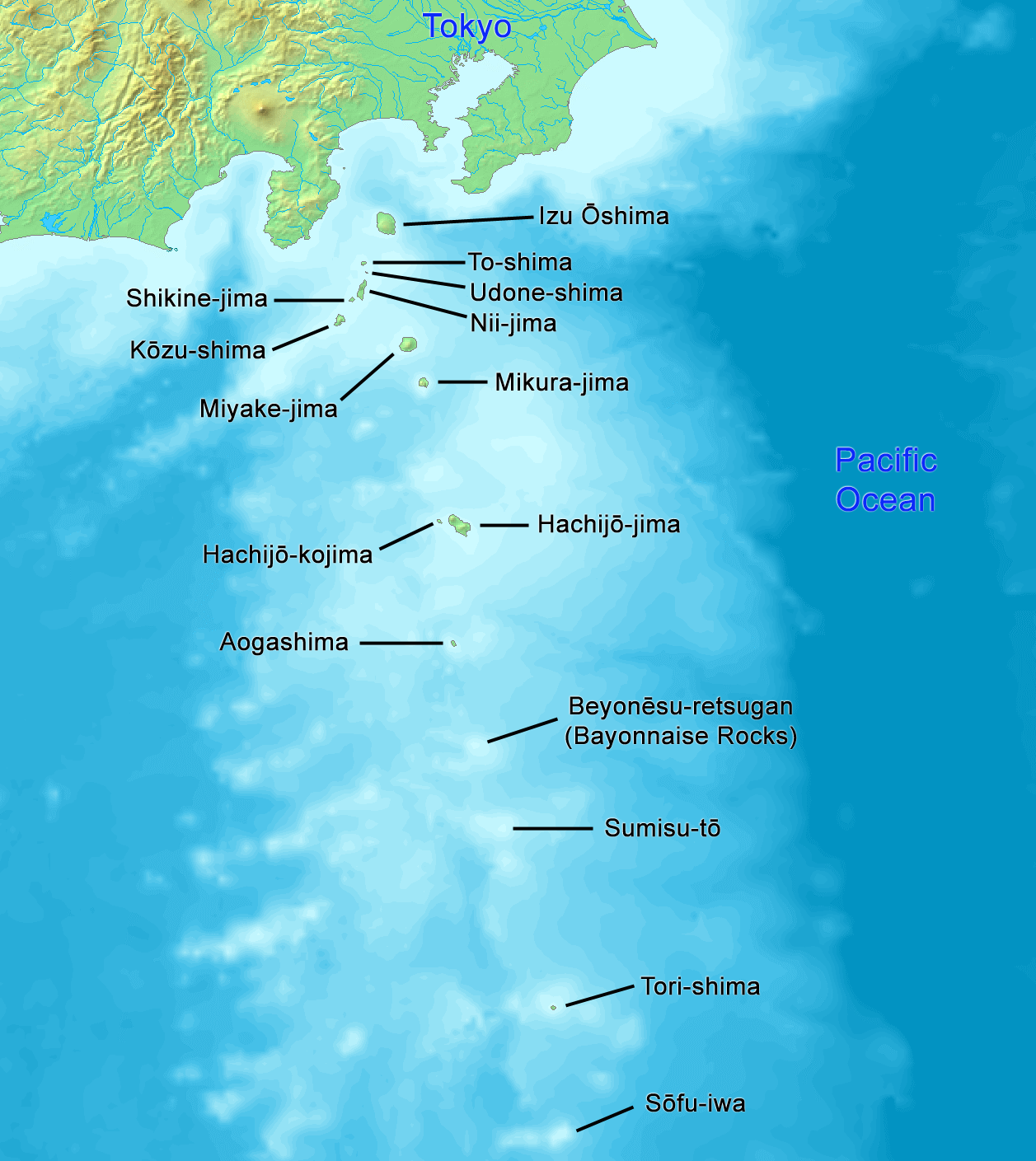
Carte de l'archipel d'Izu

Cet archipel (諸島, shotō) est formé par plus de cent îles (島, shima), dont seules les suivantes sont habitées (du nord au sud) :
- Izu Ō-shima (伊豆大島?) ou simplement Ō-shima (大島, Ōshima?, « Grande île », 91,06 km²) est la plus grande île de l'archipel et la plus visitée
- To-shima (利島?, « Île bénéfique », 4,12 km², 508 m)
- Nii-jima (新島?, « Nouvelle île », 23,87 km², 432 m)
- Shikine-jima (式根島?, 3,9 km², 99 m) qui dépend administrativement de Niijima
- Kōzu-shima (神津島?, « Île du port divin », 18,87 km², 574 m)
- Miyake-jima (三宅島?, « Île des trois maisons », 55,50 km², 815 m)
- Mikura-jima (御蔵島?, « Île entrepôt », 20,58 km², 851 m)
- Hachijō-jima (八丈島?, « Île de huit jō », 72,62 km², 854 m)
- Aoga-shima (青ヶ島?, « Île bleue », 5,98 km²).

Administrativement, l'archipel est divisée en trois sous-préfectures :
- la sous-préfecture d'Izu Ōshima, composée d'Izu Ōshima, Toshima, Niijima (et Shikinejima) et Kozushima
- la sous-préfecture de Miyake comprenant Miyakejima et Mikurajima
- et la sous-préfecture de Hachijo formée de Hachijōjima et Aogashima.

La partie sud de l'archipel, inhabitée, est appelée « archipel Zunan » (豆南諸島, Zunan shotō), et est composée de :
- les Rochers Bayonnaise (en) (ベヨネース列岩, Beyonēsu-retsugan?), du nom du navire français qui l'a découvert en 1846
- Sumisu-tō (en) (須美寿島?, ou Sumisu-jima, « île Smith »)
- Tori-shima (鳥島?)
- et Sōfu-iwa (en) (孀婦岩?, ou Sōfu-gan, « rocher de la veuve », en anglais « Lot's Wife », la femme de Loth).

## Histoire
Durant la période Edo, les îles de Miyake et Hachijō étaient des lieux d'exil de criminels.
Les habitants de Miyake ont été évacués en raison des risques d'éruptions du mont Oyama qui se sont déclarées en 2000. Le volcan ne fit toutefois pas de dégâts, et les habitants eurent l'autorisation de revenir habiter sur l'île en 2005.

## Transport
Il est possible de joindre l'archipel d'Izu de Tokyo :
- en bateau à partir du quai Takeshiba (竹芝桟橋, Takeshiba sanbashi?) de Hamamatsuchō,
- en avion à partir de l'Aéroport international de Tokyo Haneda ou de l'aéroport de Chōfu.

## Économie
Les îles d'Izu sont connues pour leur production d'huile de camélia.